# Ismail Azzaoui
Ismail Azzaoui (ur. 6 stycznia 1998 w Brukseli) – belgijski piłkarz pochodzenia marokańskiego grający na pozycji napastnika. Od 2020 roku zawodnik Heraclesa Almelo.

## Życiorys
W czasach juniorskich trenował w RSC Anderlecht i angielskim Tottenhamie Hotspur. 30 sierpnia 2015 odszedł za milion euro do niemieckiego VfL Wolfsburg. W Bundeslidze zadebiutował 21 listopada 2015 w wygranym 6:0 meczu z Werderem Brema. Do gry wszedł w 76. minucie, zastępując Daniela Caligiuri. Od 1 sierpnia 2017 do 30 czerwca 2018 przebywał na wypożyczeniu w holenderskim Willemie II Tilburg.